# Бобровка (приток Усьвы)
Бобровка — река в Чусовском городском округе Пермского края, приток Усьвы. Впадает в Усьву справа в 33 км от её устья. Длина реки 12 км. Устье в посёлке Бобровка.

## Данные водного реестра
По данным государственного водного реестра России, река относится к Камскому бассейновому округу, бассейн реки Кама, подбассейн — Кама до Куйбышевского водохранилища (без бассейнов рек Белой и Вятки), водохозяйственный участок реки — Чусовая от в/п пгт. Кын до устья. Код объекта в государственном водном реестре — 10010100712111100011610.